# Prêmio Jovem Brasileiro 2018
O Prêmio Jovem Brasileiro 2018 foi a 17ª edição do Prêmio Jovem Brasileiro, premiação que reconhece aos melhores da geração Y nas áreas de música, televisão, filmes, esportes, empreendedorismo e mundo digital. As votações da segunda fase da premiação iniciaram no dia 16 de julho de 2018, a cerimônia aconteceu no inicio de outubro, os indicados foram revelados através de uma live no Instagram. 

## Indicados e vencedores
A lista dos vencedores foi divulgada durante a cerimônia de premiação em 3 de outubro de 2018.

### Melhor Ator
- Caio Castro
- Anderson Tomazini
- Arthur Aguiar
- Bruno Gadiol
- Carlo Porto
- Chay Suede
- Gabriel Leone
- Gabriel Santana
- João Guilherme Ávila
- Rodrigo Simas
- Vinícius Redd

### Melhor atriz
- Larissa Manoela[5]
- Anajú Dorigon
- Bia Arantes
- Bianca Bin
- Bruna Marquezine
- Daphne Bozaski
- Giovanna Chaves
- Maísa Silva
- Marina Ruy Barbosa
- Talita Younan
- Tatá Werneck

### Melhor Programa
- The Voice Brasil
- A Fazenda
- Are You the One? Brasil
- De Férias com o Ex
- Encrenca
- Lady Night
- Programa do Porchat
- Programa da Sabrina
- The Noite com Danilo Gentili
- Vai, Fernandinha

### Melhor Novela
- Carinha de Anjo
- As Aventuras de Poliana
- Belaventura
- Deus Salve o Rei
- Jesus
- Malhação: Viva a Diferença
- O Outro Lado do Paraíso
- O Tempo Não Para
- Orgulho e Paixão
- Segundo Sol

### Melhor Apresentadora
- Vivian Amorim
- Anitta
- Danny Pink
- Fernanda Gentil
- Fernanda Souza
- Maísa Silva
- Sabrina Sato
- Sophia Abrahão
- Tatá Werneck
- Titi Müller

### Melhor Apresentador
- Rodrigo Faro
- Caio Castro
- Danilo Gentili
- Fábio Porchat
- Felipe Andreoli
- Felipe Titto
- Joaquim Lopes
- Leandro Lima
- Luciano Amaral
- Maurício Meirelles

### Make
- Bianca Andrade
- Flavia Pavanelli
- Franciny Ehlke
- Mariana Saad
- Nah Cardoso
- Niina Secrets

### Muser
- Mharessa Fernanda
- Luiz Mariz
- Ananda Morais
- Bia Herrero
- Gustavo Rocha
- Irmãos Berti
- Larissa Manoela
- Luara Fonseca
- Mah Marangone
- Viih Tube

### Cover
- Thayna Bitencourt
- Ana Gabriela
- Carol & Vitoria
- Danny Pink
- Gabi Luthai
- Irmãos Berti
- Luísa Sonza
- Mariana Nolasco
- Priscila Brenner
- Sofia Oliveira

### Melhor Instagram
- Anitta
- Bia Arantes
- El Chapulín Colorado (personagem)|Chapolin Sincero
- Irmãos Berti
- Larissa Manoela
- Lorena Improta
- Luan Santana
- Luis Mariz
- Naiara Azevedo
- Sophia Abrahão

### YouTubers
- Viih Tube
- Bia Herreira
- Fuinha
- Irmãos Neto
- João Guilherme Ávila
- KondZilla
- Lorena Improta
- Luara Fonseca
- T3ddy
- Whindersson Nunes

### No Rolê: Melhor Show/Evento
- Ivete Sangalo
- Baile do Denis
- Festival Festeja
- Festival Teen
- Lollapalooza
- Naiara Azevedo
- Open Farra
- Rock In Rio
- Simone & Simaria
- Villa Mix

### Aposta
- Vitor Kley
- Bárbara Dias
- Breno & Caio Cesar
- Cleo
- Edu Chociay
- Mharessa
- Pedro Paulo & Alex
- Silva
- Um44k
- Tainá Bitencourt

### Dupla
- Zé Neto & Cristiano
- Anavitória
- Day & Lara
- Henrique & Juliano
- Jorge & Mateus
- Maiara & Maraisa
- Matheus & Kauan
- Pedro Paulo & Alex
- Simone & Simaria
- Thaeme & Thiago

### Hit do Ano
- Dona Maria – Thiago Brava
- 2050 – Luan Santana
- Avisa Que Cheguei – Ivete & Naiara Azevedo
- Apelido Carinhoso – Gusttavo Lima
- Cheguei pra te amar – Ivete Sangalo e MC Livinho
- Corpo Sensual – Pabllo Vittar e Mateus Carrilho
- O Sol – Vitor Kley
- Paga de Solteiro Feliz – Simone & Simaria e Alok
- Que Tiro Foi Esse – Jojo Maronttinni
- Vai Malandra – Anitta, MC Zaac, Maejor part. Tropkillaz & DJ Yuri Martins

### Banda
- Melim
- Atitude 67
- 1 Kilo
- Fly
- Ravena
- Rouge
- Sorriso Maroto
- Villa Baggage
- Trio Yeah
- Twoal

### Single
- Havana – Camila Cabello feat Young Thug
- Despacito – Luis Fonsi e Daddy Yankee
- Felices Los 4 – Maluma, Mamita, CNCO e Luan Santana
- Downtown – Anitta e J Balvin
- Loca – Maite Perroni
- Mi Gente – J Balvin
- Échame La Culpa – Luis Fonsi, Demi Lovato
- Carnaval – Claudia Leitte e Pitbull

### Melhor Cantor
- Luan Santana
- Jão
- Felipe Araujo
- MC Kevinho
- Gusttavo Lima
- Zé Felipe
- Lucas Lucco
- Micael Borges
- Léo Santana
- Thiaguinho

### Melhor Cantora
- Naiara Azevedo
- Anitta
- Claudia Leitte
- Iza
- Ivete Sangalo
- Larissa Manoela
- compositora
- Gloria Groove
- Marília Mendonça
- Sophia Abrahão

### Melhor Fandom
- Tirulipos – Sophia Abrahão
- Anitters – Anitta
- Central de fãs – Naiara Azevedo
- Bertináticas – Irmãos Berti
- Larináticos – Larissa Manoela
- Coleguinhas – Simone & Simaria
- Luanetes – Luan Santana
- Vihlovers – Viih Tube
- Marises – Luis Mariz
- Guináticas – João Guilherme